# 공주시립웅진도서관
공주시립웅진도서관은 충청남도 공주시 소재의 시립 도서관이다. 공주시립강북도서관과 함께 공주시시립도서관이란 이름으로 운영되고 있으며, 이 때 웅진도서관은 '웅진관'이라는 명칭으로 불리고 있다.

## 연혁
1988년 7월 18일에 착공하여 1991년 9월 16일에 도서관 건물을 준공하였고, 그해 12월 3일 개관하였다.
2002년 4월 2일부터는 디지털자료실을 운영하기 시작하였으며, 2007년 10월부터는 웅진도서관과 강북도서관의 통합시스템을 구축하였다. 이후 2008년 1월에는 두 도서관을 공주시립웅진도서관으로 조직 통합하였다. 이에 따라 2008년 6월에는 관리운영조례를, 9월에는 관리운영조례 시행규칙을 제정하였다.
2011년 7월 4일에는 공주시도서관으로 이름을 바꾸었고, 2012년 11월에 다시 한번 공주시립도서관으로 개명하였다.
2016년 12월 도서관에 관한 국제표준 인증인 ISO-9001 품질경영시스템 인증을 획득하였다.

## 시설현황
웅진관은 공주시 웅진동 고마나루길 17번지에 위치해 있다. 금강 남부의 동쪽 시가지 부근에 위치해 있으며 무령왕릉과 도로를 사이에 두고 맞닿아 있다. 도서관 건물은 지하 1층, 지상 2층 규모의 건물로 부지면적은 7,600m2, 건축연면적은 2,815m2에 달한다.
웅진관의 1층에는 평생학습실, 세미나셀, 옛장서보관실, 나루갤러리가 있다. 평생학습실은 자율학습공간으로 좌석수는 224석에 달한다. 2층에는 일반자료실, 아동자료실, 디지털자료실, 자료정리실이 자리해 있으며 그중 일반자료실이 159석으로 규모가 가장 크다. 디지털자료실에는 PC가 비치되어 있어 문서작업과 정보검색 이용이 가능하고, 비도서 열람과 정기간행본 비치도 이곳에서 이뤄지고 있다. 지하 1층에는 72석 규모의 휴게실이 조성되어 있다.
웅진관이 소장한 자료로는 도서와 비도서, 정기간행물이 있다. 도서장수는 2017년 8월 기준 총 147,848권이며, 문학 (57,989권) - 사회과학 (22,727권) - 역사 (14,607권) - 기술과학 (10,473권) 순으로 장서가 많다. 예술과 자연과학 분야는 적은 편이다. 비도서로는 CD (1,392본), DVD (3,951본)이 있으며, 정기간행물 중에는 신문 30본과 잡지 35본이 게시되어 있다.

## 이용 안내

### 운영
공주시립웅진도서관은 매주 월요일마다 정기적으로 휴관하며, 휴관일은 국경일과 정부지정 공휴일에도 쉰다. 다만 이때 일요일은 제외하며 일요일과 공휴일이 겹칠 경우에만 한정한다. 또 그밖에 특별한 사유로 관장이 지정한 날에 휴관한다.
공주시립웅진도서관의 이용시간은 서비스별로 다르다. 우선 웅진관의 일반자료실과 강북관의 가족열람실, 종합자료실은 평일 9:00~22:00, 주말 9:00~18:00이다. 디지털자료실의 이용시간은 일반자료실의 이용시간과 같다. 웅진관의 평생학습실과 강북관의 일반자료실 이용시간은 평일과 주말 관계없이 9:00~22:00이다.

### 도서 대출
공주시립웅진도서관의 대출은 회원제로 운영되며, 회원은 공주시민 (만 4세 이상)이거나 공주시 소재 직장 근무자여야 하며, 온누리공주시민이나 공주시에 체류지를 등록한 외국인도 이용대상이 된다. 회원등록 시에는 신분증과 사진 등의 증빙서류가 필요하다.
각 회원은 1인당 5권, 이동도서관 5권까지 대출 가능하다. 대출기간은 14일 이내로, 대출기간 동안 반납하지 않을 경우에는 연체일 수만큼 대출이 정지된다. 다만 반납 일주일 전에 도서관 방문이나 홈페이지를 통해 한차례 연장이 가능하며 연장기간은 7일이다. 참고도서 및 정기간행물, 비도서는 대출이 불가능하다.

## 교통
- 공주시 시내버스
  - 100, 101, 108, 125번[8]
- 차량 이용 시에는 산성공원에서 웅진·검상 방면으로 이동하다 문예회관 전골목에서 우회전.[8]